# Amálie zu Solms-Braunfels
Amálie zu Solms-Braunfels (31. srpna 1602, Braunfels – 8. září 1675, Haag) byla oranžská kněžna sňatkem s oranžským knížetem Frederikem Hendrikem. Působila jako politická poradkyně svého manžela za jeho vlády a jako jeho faktická zástupkyně a regentka během jeho nemoci v letech 1640 až 1647. Působila také jako předsedkyně regentské rady za nezletilosti svého vnuka knížete Viléma III. Oranžského od roku 1650 do roku 1672.

## Biografie

### Původ, mládí
Amálie se narodila jako dcera hraběte Johanna Albrechta I. zu Solms-Braunfels a jeho manželky Agnes zu Sayn-Wittgenstein. Své dětství strávila na zámku své rodiny v Braunfelsu. V rode 1619 přišla do Heidelbergu a stala se dvorní dámou Alžběty Stuartovny, manželky českého zimního krále Fridricha Falckého a přesídlila s ní do Prahy. Když po bitvě na Bílé hoře Fridrich musel opustit Čechy, Amálie spolu s jeho těhotnou manželkou prchaly na západ. Bez útočiště, neboť císař Ferdinand II. vydal zákaz, aby jim bylo kýmkoli poskytnuto, Alžběta začala na útěku rodit a Amálie jí v její těžké hodince pomáhala.
Svou cestu zakončily až v Haagu, kde jim místodržitel Mořic Nasavský poskytl azyl. Obě dámy měly ve zvyku navštěvovat místodržitelský dvůr, kde se nejmladší bratr Mořicův, Frederik Hendrik, do Amálie bláznivě zamiloval. Ta však odmítla stát se jeho milenkou a akceptovat cokoli jiného nežli manželství.

### Manželství, potomci

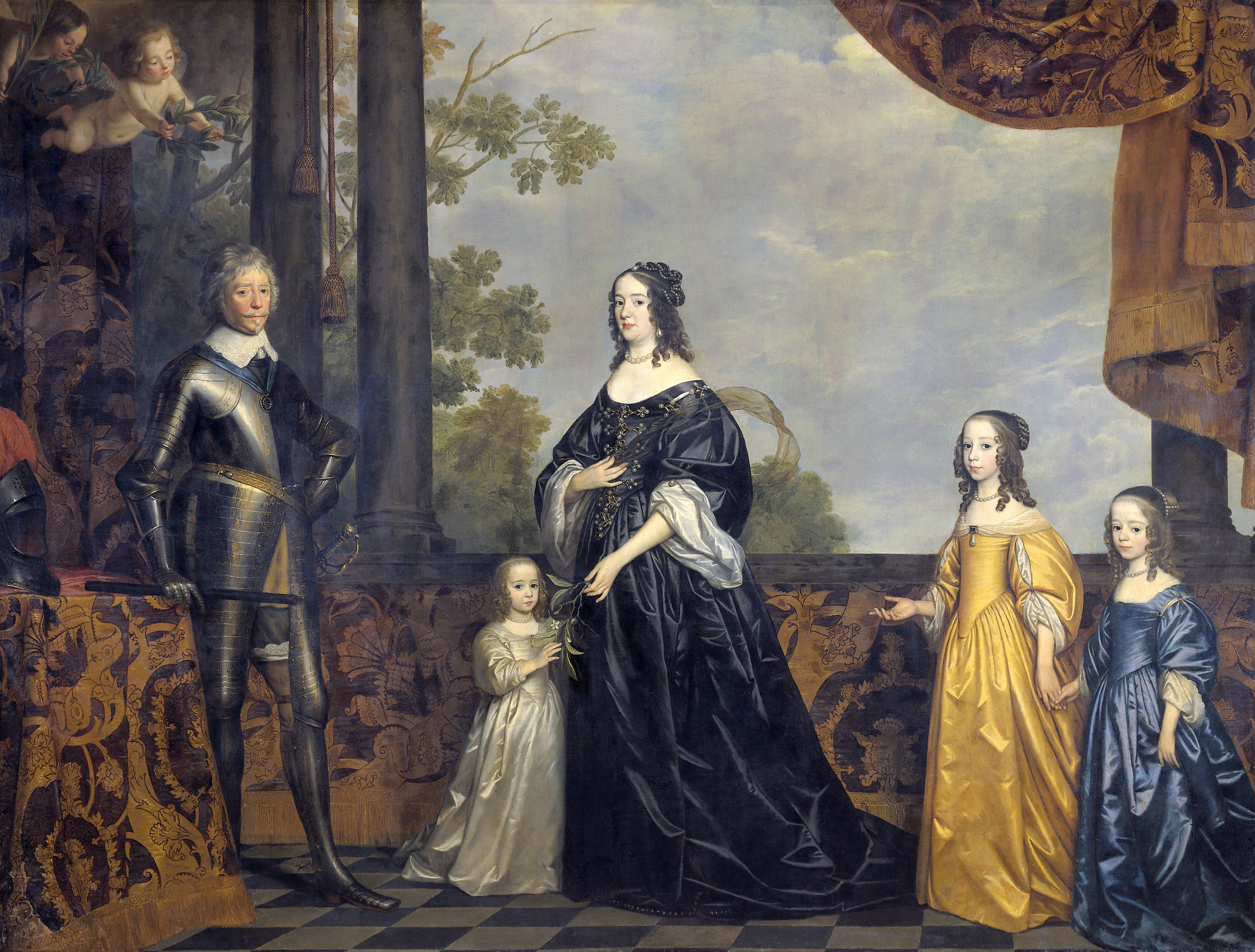
Portrét rodiny Frederika Hendrika a Amálie od Gerrita van Honthorsta, 1647

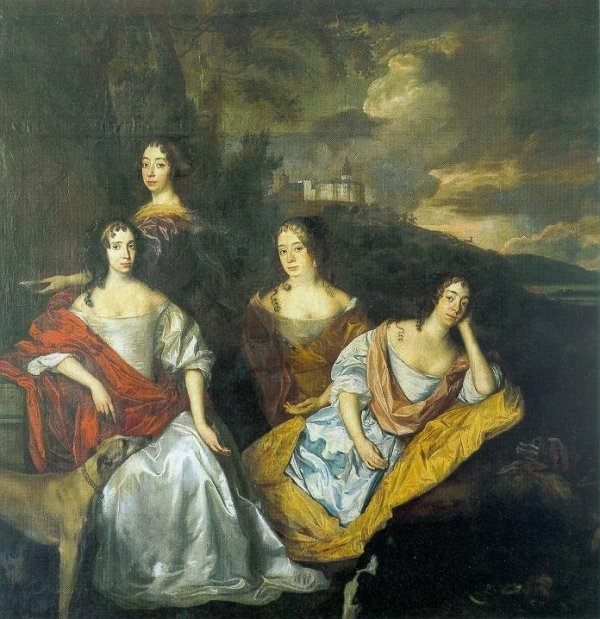
Amáliiny dcery, které se dožily dospělosti

Mořic Nasavský neměl legitimních potomků, chtěl však zachovat dynastii; když cítil blížící se smrt (zemřel 23. dubna 1625), přiměl svého tehdy již čtyřicetiletého nejmladšího bratra ke slibu, že se ožení; Frederik Hendrik tedy 4. dubna uzavřel s Amálií sňatek.
Z manželství Amálie a Frederika Hendrika se narodilo devět dětí, kromě nejstaršího a předposledního samé dcery; tři z nich zemřely jako nemluvňata a další v deseti letech věku:
- Vilém II. Oranžský (27. května 1626 – 6. listopadu 1650), oranžsko-nasavský kníže, místodržitel Spojených provincií nizozemských, ⚭ 1641 Marie Henrietta Stuartovna (4. listopadu 1631 – 24. prosince 1660), Princess Royal
- Luisa Henrietta (7. prosince 1627 – 18. června 1667), ⚭ 1646 Fridrich Vilém I. (16. února 1620 – 9. května 1688), braniborský markrabě
- Henrietta Amálie (*/† 1628)
- Alžběta (*/† 1630)
- Alžběta Šarlota (1632–1642)
- Albertina Agnes (9. dubna 1634 – 26. května 1696), ⚭ 1652 Vilém Frederik Nasavsko-Dietzský (7. srpna 1613 – 31. října 1664), hrabě Nasavsko-dietzský a místodržitel Fríska, Drentska a Groningenu
- Henrietta Kateřina (10. února 1637 – 3. listopadu 1708), ⚭ 1659 Jan Jiří II. Anhaltsko-Desavský (17. listopadu 1627 – 7. srpna 1693)
- Hendrik Ludvík (*/† 1639)
- Marie (5. září 1642 – 20. března 1688), ⚭ 1666 falckrabě Ludwig Heinrich von Simmern (11. října 1640 – 3. ledna 1674)

Když se Frederik Hendrik stal po bratrově smrti místodržitelem, jeho vliv podstatně vzrostl a spolu s ním i vliv Amáliin. Spolu pozvedli dvorský život v Haagu a nechali vystavět řadu paláců, mezi nimi Huis ten Bosch. Amálie byla hlavní iniciátorkou řady královských sňatků, včetně svatby svého syna Viléma s anglickou Princess Royal Marií Henriettou Stuartovnou či sňatků svých dcer s významnými německými knížaty.
Amálie byla označována za inteligentní, sebevědomou až arogantní, ambiciózní ženu; nepříliš hezkou, ale svěží a přitažlivou. Tyto vlastnosti ji předurčili k tomu, že měla značný politický vliv: byla rádcem svému manželovi a když roku 1640 onemocněl, otevřeně participovala na politickém dění a přijímala zahraniční diplomaty.

### Vdova
Amálie ovdověla v roce 1647, nikterak se však nestáhla do ústraní. Její vliv se promítl i do uzavření vestfálského míru v roce 1648. Jako uznání za tento její přínos jí v roce 1649 španělský král Filip IV. udělil území kolem Turnhoutu.
Musela se ovšem i bránit vnitropolitickým tlakům, namířeným proti jejímu synovi Vilémovi. Po jeho předčasné smrti (zemřel roku 1650 ve čtyřiadvaceti letech na neštovice) se stala Amálie poručnicí svého vnuka Viléma III., který se narodil jako pohrobek šest dní po smrti svého otce, a tvrdě se brala o znovuzískání jeho ztracených práv. Korunou jejích snah se stalo Vilémovo předsednictví ve Státní radě a jeho jmenování vrchním velitelem a dědičným místodržícím v roce 1672.
Amálie zemřela v požehnaném věku 73 let 8. září 1675 v Haagu. Její ostatky byly uloženy v Královské hrobce v Nieuwe Kerku v Delft, v místě posledního odpočinku nizozemských panovníků.